# نورتهوم (مینه‌سوتا)
نورتهوم، مینه‌سوتا (به انگلیسی: Northome, Minnesota) یک شهر در ایالات متحده آمریکا است که در Koochiching County واقع شده‌است.

## خصوصیات
نورتهوم ۴٫۹۲ کیلومترمربع مساحت و ۲۰۰ نفر جمعیت دارد و ۴۳۹ متر بالاتر از سطح دریا واقع شده‌است.